# Glenea guadalcanalana
Glenea guadalcanalana är en skalbaggsart som beskrevs av Stefan von Breuning 1958. Glenea guadalcanalana ingår i släktet Glenea och familjen långhorningar. Inga underarter finns listade i Catalogue of Life.